# Arhip
Arhip (/ɑrˈkɪpəs/; greaca veche: Ἅρχιππος, „stăpânul calului”) a fost un credincios creștin timpuriu menționat pe scurt în Noul Testament, mai precis în epistolele apostolului Pavel din Tars către Filimon și către Coloseni.

## Rolul său în Noul Testament
În epistola Sf. Apostol Pavel către Filimon (Filimon 1:2), Arhip este numit o dată alături de Filimon și Apfia ca o gazdă a credincioșilor creștini și „cel împreună-oștean cu noi”. În epistola Coloseni 4:17 (atribuită tot apostolului Pavel), membrii Bisericii din Colose sunt instruiți să-i spună lui Arhip următoarele: „Vezi de slujba pe care ai primit-o întru Domnul, ca să o îndeplinești”.

## Rolul său în tradiție
În conformitate cu Constituțiile Apostolice din secolul al IV-lea (7.46), Arhip a fost primul episcop de Laodicea din provincia Frigia (ce face parte acum din Turcia). Potrivit unei alte tradiții, el era unul dintre cei 72 de ucenici numiți de Isus Hristos în Luca 10:1. Biserica Romano-Catolică îl sărbătorește pe Sfântul Arhip în data de 20 martie.